# Ralf Poscher
Ralf Poscher (* 1962) ist ein deutscher Rechtswissenschaftler, Verfassungshistoriker, Rechtssoziologe und Rechtsphilosoph.

## Leben und Wirken
Poscher studierte von 1984 bis 1990 Rechtswissenschaften an der Rheinischen Friedrich-Wilhelms-Universität Bonn, der Université de Bourgogne in Dijon und der London School of Economics and Political Science. Nach dem Ersten Juristischen Staatsexamen im Jahr 1990 war er bis 1992 in Bonn als Wissenschaftlicher Mitarbeiter von Bernhard Schlink tätig. Anschließend absolvierte Poscher den Juristischen Vorbereitungsdienst am Kammergericht (Berlin). Nach dem Zweiten Juristischen Staatsexamen 1992 kehrte Poscher zu Schlink zurück, der inzwischen an die Humboldt-Universität zu Berlin gewechselt war. Dort wurde Poscher 1999 mit einer Dissertation über die polizeirechtliche Gefahrenabwehr promoviert. Die Abhandlung wurde mit dem Humboldt-Preis ausgezeichnet. Bis zur Habilitation mit einer Schrift über Grundrechte als Abwehrrechte arbeitete Poscher als Wissenschaftlicher Assistent weiterhin bei Schlink. Im Jahr 2002 verlieh die Humboldt-Universität Poscher die Lehrbefugnis für die Fächer Öffentliches Recht, Verfassungsgeschichte und Rechtsphilosophie. Von 2003 bis 2008 war er Professor am Lehrstuhl für Öffentliches Recht, Rechtssoziologie und Rechtsphilosophie an der Ruhr-Universität Bochum. Vor der Vereinigung der Deutschen Staatsrechtslehrer referierte Poscher im Jahr 2007 über das Verfassungsrecht vor den Herausforderungen der Globalisierung. Im selben Jahr hatte er eine Forschungsprofessur an der Juristischen Fakultät der Universität Osaka in Japan inne, im Jahr 2007/2008 war er Mitglied des Institute for Advanced Study in Princeton, USA.
2008 wurde ihm ein Ruf auf die Professur für Staats- und Verwaltungsrecht an der Albert-Ludwigs-Universität Freiburg erteilt.
2018 wurde er zum Dekan der rechtswissenschaftlichen Fakultät der Albert-Ludwigs-Universität Freiburg gewählt.
Seit dem 1. Mai 2019 ist er Direktor am Max-Planck-Institut zur Erforschung von Kriminalität, Sicherheit und Recht (ehemals Max-Planck-Institut für ausländisches und internationales Strafrecht) in Freiburg, wo er die von ihm neugegründete Abteilung Öffentliches Recht leitet.

## Werke (Auswahl)

### Monografien
- Gefahrenabwehr. Eine dogmatische Rekonstruktion. Duncker & Humblot, Berlin 1999, ISBN 3-428-09869-2 (zugleich: Dissertation).
- Grundrechte als Abwehrrechte. Reflexive Regelung rechtlich geordneter Freiheit. Mohr Siebeck, Tübingen 2003, ISBN 3-16-147867-3 (zugleich: Habilitationsschrift).

### Abhandlungen
- Wahrheit und Recht. Die Wahrheitsfragen des Rechts im Lichte der deflationären Wahrheitstheorie. In: Archiv für Rechts- und Sozialphilosophie (ARSP). Bd. 89 (2003), S. 200–215.
- Symposium Spinoza’s Law. Spinoza and the Paradox of Toleration. In: Cardozo Law Review. Bd. 25, H. 2 (Dezember 2003), S. 715–728.
- „Die Würde des Menschen ist unantastbar“. In: Juristenzeitung (JZ). 2004, S. 756–762.
- Funktionenordnung des Grundgesetzes. In: Wolfgang Hoffmann-Riem, Eberhard Schmidt-Aßmann, Andreas Voßkuhle (Hrsg.): Grundlagen des Verwaltungsrechts. Band 1: Methoden, Maßstäbe, Aufgaben, Organisation. C. H. Beck, München 2006, ISBN 3-406-53912-2, S. 493–532.
- Menschenwürde im Staatsnotstand. In: Petra Bahr, Hans Michael Heinig (Hrsg.): Menschenwürde in der säkularen Verfassungsordnung. Rechtswissenschaftliche und theologische Perspektiven. Mohr Siebeck, Tübingen 2006, ISBN 3-16-149021-5, S. 215–231.
- Das Verfassungsrecht vor den Herausforderungen der Globalisierung. In: Die Leistungsfähigkeit der Wissenschaft des Öffentlichen Rechts (= Veröffentlichungen der Vereinigung der Deutschen Staatsrechtslehrer. Bd. 67). De Gruyter, Berlin 2008, ISBN 978-3-89949-437-2, S. 160–200.

### Lexikonbeiträge
- Freiheit. In: Werner Heun, Martin Honecker, Martin Morlok, Joachim Wieland (Hrsg.): Evangelisches Staatslexikon. Kohlhammer, Stuttgart 2006, S. 634–642.
- Grundrechte. In: Werner Heun, Martin Honecker, Martin Morlok, Joachim Wieland (Hrsg.): Evangelisches Staatslexikon. Kohlhammer, Stuttgart 2006, S. 910–922.

### Herausgeber
- mit Tatjana Hörnle, Stefan Huster: Triage in der Pandemie. Mohr-Siebeck, Tübingen 2021, ISBN 978-3-16-160202-3.